# Свободное падение (фильм, 1994)
«Свободное падение» — кинофильм.

## Сюжет
Кэти Мазур — профессиональный фотограф, приехавшая в отдалённые районы Африки для того, чтобы сделать эксклюзивные снимки редких видов птиц. Там она знакомится с Грантом Орайном — профессионалом по опасным прыжкам. Она не в силах противостоять этому красивому, соблазнительному мужчине, и оказывается унесённой в ночь страсти. Наутро Грант исчезает, а Кэти возвращается в Нью-Йорк.
По прибытии в США Кэти оказалась под наблюдением спецслужб. Она считает, что всё это было не более чем недоразумением, но ей даже в голову не приходит, что отныне она оказалась ввязана в разборки ЦРУ, и только её загадочный любовник может помочь ей выбраться из этого живой.